# Hansapur (Arghakhanchi)
Hansapur (nepalski: हंशपूर) – gaun wikas samiti w zachodniej części Nepalu w strefie Lumbini w dystrykcie Arghakhanchi. Według nepalskiego spisu powszechnego z 2011 roku liczył on 1866 gospodarstw domowych i 7967 mieszkańców (4508 kobiet i 3459 mężczyzn).